# Robbie Blake
Robbie Blake, pseudonimo di Robert James Blake (Middlesbrough, 4 marzo 1976), è un allenatore di calcio ed ex calciatore inglese, di ruolo attaccante.

## Carriera

### Bradford
Blake viene acquistato dal Bradford City nel 1997 Segna otto reti nella sua prima stagione, venendo anche espulso nella partita finale della stagione contro il Portsmouth. L'anno successivo Blake e il nuovo acquisto Lee Mills formano una coppia di attacco molto prolifica: in due segnano 40 gol e guidano la squadra alla promozione in Championship. La stagione seguente è stata più difficile per Blake, che ha giocato solo 15 partite da titolare più 12 come subentrato dalla panchina. La stagione successiva l'attaccante viene mandato in prestito in League One al Nottingham Forest per due mesi, periodo nel quale segna un gol contro il Barnsley. Terminato il prestito di due mesi torna al Bradford, dove termina la stagione con quattro gol e non riesce ad evitare la retrocessione della squadra.

### Burnley
La sua prima stagione nella nuova squadra è segnata da un'ernia che lo tiene fermo sei mesi. Nella sua seconda stagione a Burnley, Blake è stato il capocannoniere del club con 22 gol in 46 partite. La stagione successiva l'attaccante conferma la sua vena realizzativa siglando 13 gol fino alla finestra di mercato di gennaio, durante la quale viene ceduto al Birmingham City in Premier League.

### Birmingham
Robbie Blake ha fatto il suo debutto con il Birmingham City in FA Cup contro il Leeds United l'8 gennaio 2005. Nella sua prima stagione, l'attaccante gioca solo 11 partite siglando appena due gol. Durante l'estate 2005 dello stesso anno il Birmingham City accetta l'offerta del Leeds United di 800.000 £. Il giocatore termina così dopo appena sei mesi la sua esperienza in Premier League per fare ritorno in Championship.

### Leeds
Blake firma un accordo tre anni e debutta con la nuova maglia contro il Millwall. Termina la stagione con 11 gol in 31 partite. Nella stagione successiva il giocatore segna solo otto gol e non riesce ad evitare la retrocessione del club. A questo punto Blake, arrivato al Leeds United con ben altre ambizioni, fa ritorno al Burnley in Championship.

### Burnley
Nella sua prima stagione, nonostante non avesse segnato più di 10 gol, è stato fortemente apprezzato dai dirigenti e dalla stampa grazie anche ai 14 assist in 43 partite. A fine 2007 nasce la sua prima figlia, Mia.
Blake è stato decisivo per il raggiungimento da parte del club della semifinale di Coppa di Lega del 2009: l'attaccante inoltre ha messo a segno un gol nella gara di andata e due in quella di ritorno nella semifinale contro il Tottenham Hotspur, ma questi non sono bastati per raggiungere la finale. Nello stesso anno il Burnley viene promosso in Premiership grazie alla vittoria sullo Sheffield United per 1-0 nella finale dei play off a Wembley. Nella stagione successiva, alla prima giornata, Blake sigla il gol vittoria contro i campioni in carica del Manchester United, regalando al Burnley una vittoria in Premier League dopo 33 anni.

### Bolton
Il 30 giugno 2010 viene acquistato dal Bolton Wanderers. Sigla il primo gol ufficiale con la nuova maglia il 29 agosto su calcio di punizione contro il Birmingham City.

### Doncaster
Il 27 giugno 2012 si trasferisce al Doncaster Rovers, firmando un contratto annuale.

## Palmarès
- Football League One: 1

Doncaster: 2012-2013